# Les Mouettes
Pour l’article homonyme, voir Les Mouettes (transport).
Série Honorin
Honorin et la Loreleï
(1992)
Pour plus de détails, voir Fiche technique et Distribution.
Les Mouettes est un téléfilm français réalisé en 1990 par Jean Chapot. Il a été diffusé pour la première fois sur la chaîne de télévision généraliste française TF1, avec 14 810 600 téléspectateurs et 59,5 % de parts de marché, le téléfilm est la fiction française la plus regardée de l'histoire de la télévision française encore en 2022.[réf. nécessaire]

## Synopsis
En 1925, dans un village paisible de Provence, le calme estival est soudain troublé par l'arrivée inopinée de quatre charmantes jeunes femmes accompagnées d'un chaperon, une femme aussi belle qu'autoritaire, et d'un tirailleur sénégalais. Le village comprend bientôt que ces touristes sont les pensionnaires d'une maison close de Marseille, venues se reposer au calme. La nouvelle fait scandale. Mais peu à peu, les « indigènes » se laissent déniaiser. Un jeune paysan s'éprend de l'une des vacancières. Le maire lui-même n'est pas insensible au charme de la « patronne », décidément bien troublante sous ses airs revêches...

## Fiche technique
- Titre original : Les Mouettes
- Réalisateur : Jean Chapot
- Scénariste : Jean Chapot - Nelly Kaplan
- Photographie : Michel Carré
- Montage : Anna Basurco, Sophie Bousquet-Foures, Nicole Dedieu
- Musique du film : Hubert Rostaing et Betty Willemetz
- Société de production : SFP et TF1 Films Production
- Producteur : Véronique Frégosi et Jean-François Lepetit
- Genre : Comédie
- Durée : 90 minutes (1h30)
- Date de première diffusion : 28 janvier 1991
- Chaîne : TF1

## Distribution
- Michel Galabru : Honorin, le maire
- Macha Méril : Madame Rose
- Frédéric Deban : Frédéric
- Anaïs Jeanneret : Jeanne
- Corinne Cléry : Léone
- Bhime Souaré : Diouf
- Roger Dumas : Marceau
- Annick Alane : Finette
- Roger Carel : Anselme, le curé
- Georges Moustaki : Mathieu
- Stéphanie Murat : Berthe
- Cécile Auclert : Pauline
- Alain Bauguil : Toine
- Jean-Pierre Delage : le docteur Michelet
- François Caron : l'instituteur
- Claudine Delvaux : Mélanie
- Marie-Christine Descouard : Charlette
- Julie Dumas : Anaïs
- André Dupon : Fernand
- Nelly Kaplan : Belen
- Michèle Loubet : Bernadette
- Claude Makovski : le photographe
- Alain Moussay : Fonce
- Florence Pelly : Luce
- Gilberte Rivet : Mariette
- Jacques Serres : Marcel
- Bernard Spiegel : Baptistin

## Autour du téléfilm
Les Mouettes constitue le premier volet de la mini-série de téléfilms Honorin, avant Honorin et la Loreleï, Polly West est de retour et Honorin et l'enfant prodigue.